# هجمات أربيل الصاروخية 2021
وقعت هجوم أربيل 2021 عندما أطُلقت عدة صواريخ على مطار أربيل الدولي في أربيل، عاصمة إقليم كردستان العراق، في 15 فبراير 2021. قُتل مقاول مدني وأصيب تسعة آخرون في الهجوم. أغلق المطار بعد الهجوم.